# Pittosporum polyspermum
Pittosporum polyspermum là một loài thực vật có hoa trong họ Pittosporaceae. Loài này được Tul. miêu tả khoa học đầu tiên năm 1857.